# 黄文林
黄文林（1954年—），女，高级经济师。

## 生平
北京邮电大学毕业。曾在电信行业工作四十余年。2009年，任中国移动通信集团公司副总经理。2015年离任。后当选中国女企业家协会常务副会长。